# 青莲寺
35°27′29″N 112°59′21″E / 35.45806°N 112.98917°E
青莲寺位于中国山西省晋城市泽州县金村镇寺南庄村的硖石山腰，1988年被列为第三批全国重点文物保护单位。
青莲寺始建于北齐天保年间（550～559年），初名硖石寺。唐大和二年（828年）在其北侧上方建新寺（即上院），咸通八年（867年）赐名青莲寺。北宋太平兴国三年（978年）上院赐名福岩禅院，下院称古青莲寺。明代福岩禅院复称青莲寺。两寺均依山而建，坐北朝南。下院现存正殿和南殿以及明代舍利塔一座，另有迁移来的唐代慧峰法师石作墓塔一座。上院有天王殿、藏经阁、释迦殿、大雄宝殿、观音阁、地藏阁等建筑，其中藏經閣二層不符合宋金元明清的風格，释迦殿、观音阁、地藏阁为北宋遗构，后二者及藏經閣一層经清代重修。释迦殿面阔三间，进深六椽，单檐歇山顶。